# セルゲイ・ザリョーチン

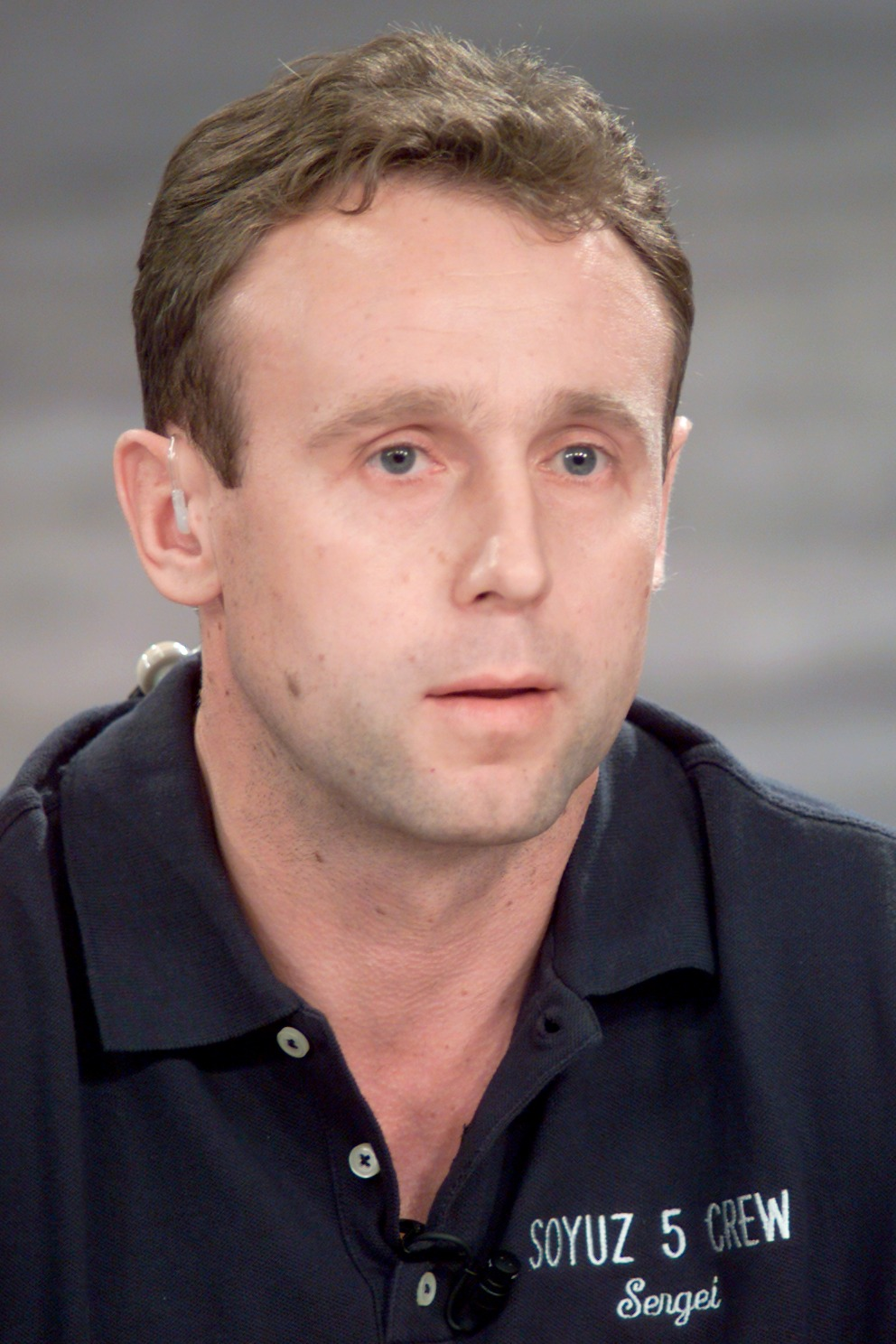
セルゲイ・ザリョーチン

セルゲイ・ザリョーチン（Sergei Viktorovich Zalyotin、ロシア語:Сергей Викторович Залётин、1962年4月21日-）はロシアの宇宙飛行士である。2度のミッションに参加した。
ザリョーチンはトゥーラ州シチェキノで生まれ、Borisoglebsk Higher Military Schoolを卒業してロシア空軍のパイロットになった。生態管理学の学位も持っている。ザリョーチンは1990年に宇宙飛行士に選ばれ、2000年にミールの最後の乗組員の一人になった。2002年にはソユーズTMA-1で国際宇宙ステーションも訪れた。

## 個人
1962年4月21日にトゥーラ州シチェキノで生まれた。父親はヴィクトール・ドミトリエヴィッチ・ザレティン（Viktor Dmitrievich Zaletin、1930年-1988年）、母親はヴァレンティナ・イヴァノヴナ・ザレティナ（Valentina Ivanovna Zaletina、1926年-）である。エレナ・ミハイロヴナ・ザレティナ（Elena Mikhailovna Zaletina）と結婚し、息子が1人いる。趣味はチェス、スポーツ、ゲーム等である。

## 教育
彼は1983年にBorisoglebsk Higher Military Pilot Schoolを卒業し、パイロット工学の学位を取得した。1994年にInternational Center of Training Systemsによる通信教育が終了すると、彼は生態管理学の修士号を取得した。

## 受章など
ロシア連邦英雄を受章している。

## 経歴
1983年から1990年まで、パイロットとしてロシア空軍に従軍した。
1990年に宇宙飛行士としての派遣候補になり、1990年10月から1992年3月まで、ガガーリン宇宙飛行士訓練センターで基礎的な訓練を受けた。1992年3月11日にテスト宇宙飛行士の資格が与えられた。
1992年から1997年まで、ミールに行くための飛行訓練を受けた。1997年9月から1998年7月まで、バックアップの機長としての訓練を受けた。
1999年3月から5月にミールの機長の訓練を受けたが、1999年6月に財政的な理由のため、打上げが中止され、ミールは無人となった。
2000年4月4日から6月16日まで、彼は機長としてアレクサンドル・カレリとともにソユーズTM-30で初めて宇宙飛行を行い、ミールに滞在した。滞在中、彼は5時間3分の宇宙遊泳を行なった。